# 牙买加医院医疗中心
牙买加医院医疗中心（Jamaica Hospital Medical Center）是美国纽约市皇后区牙买加区的一座私立非营利性教学医院，创办于1891年，隶属于纽约理工学院骨科医学院（College of Osteopathic Medicine），为学院学生提供临床见习教育。